# 7 Łużycka Dywizja Desantowa

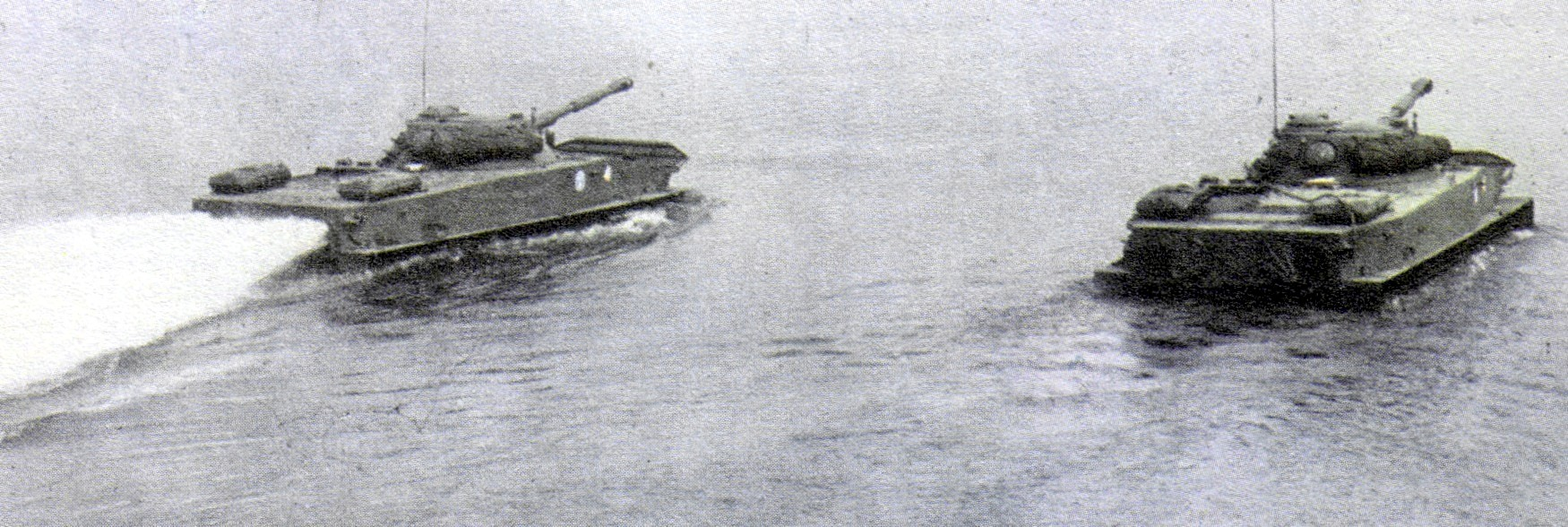
Pojazdy dywizji podczas forsowania przeszkody wodnej

7 Łużycka Dywizja Desantowa (7 DDes) – związek taktyczny Sił Zbrojnych PRL, istniejący w latach 1963-1986. Przeformowana następnie w 7 Łużycką Brygadę Obrony Wybrzeża.
Dywizja wchodziła w skład Pomorskiego Okręgu Wojskowego. Popularna nazwa stosowana w środkach masowego przekazu to "Niebieskie Berety".

## Formowanie i zmiany organizacyjne
Jesienią 1958 roku, wykorzystując ludzi i sprzęt rozformowanych 3 i 5 Brygady Obrony Wybrzeża, utworzono 23 Dywizję Piechoty według etatu nr 2/235-2/249, która przejęła zadania rozwiązanych brygad. W styczniu 1963 roku przeprowadzono jej reorganizację na dywizję desantową. Początkowo planowano, że 23 Dywizja Piechoty zostanie przeformowana na dywizję zmechanizowaną. Z zamiaru tego jednak zrezygnowano, w związku z przyjętą koncepcją utworzenia Frontu Polskiego przewidzianego do działań na kierunku nadmorskim. Dywizja miała być wykorzystana w działaniach bojowych desantu morskiego. 23 Dywizja Desantowa powstała na bazie jednostek 23 Dywizji Piechoty oraz przekazanego z Marynarki Wojennej 3 Pułku Piechoty Morskiej.

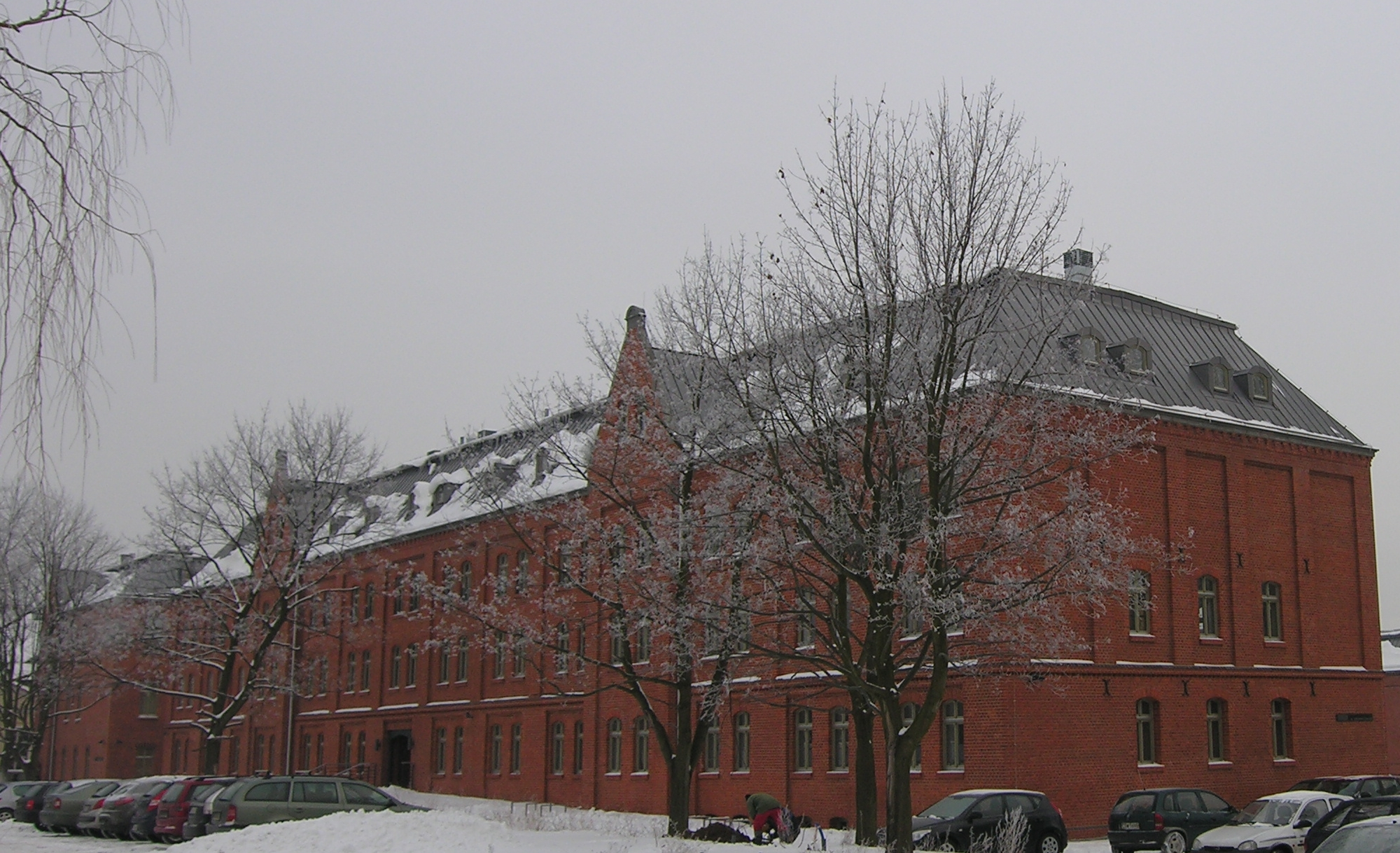
Koszary w Gdańsku-Wrzeszczu – miejsce stacjonowania dywizji

W październiku 1963  23 Dywizję Desantową przemianowano na 7 Łużycką Dywizję Desantową.
W 1964 r. dywizja otrzymała na wyposażanie pływające transportery TOPAS produkcji czechosłowackiej oraz czołgi pływające PT-76. W 1971 transportery TOPAS zmodyfikowano montując na nich wieżyczki z 14,5 mm KPWT i 7,62 mm PKT. Dywizja szkoliła się na poligonach: Okonek, Drawsko Pomorskie i Orzysz, a w zakresie działań desantowych na plażach: Ustki, Ognicy i Jelitkowa.
7 Dywizja Desantowa należała do jednostek I rzutu operacyjnego WP utrzymujących pełną gotowość bojową do działań. Sprawdzianem jej możliwości bojowych był udział w licznych ćwiczeniach Układu Warszawskiego, jak: "Odra-Nysa-69", "Braterstwo Broni-70", "Braterstwo Broni-80", "Sojusz-81" i "Sojusz-83".
2 sierpnia 1986 dywizję przemianowano na 7 Łużycką Brygadę Obrony Wybrzeża, przy zachowaniu jej dotychczasowej organizacji (stan osobowy 7 DD był niższy od typowej dywizji – ok. 6000 żołnierzy. W strukturach ZSZ Układu Warszawskiego występowała ona już od lat 60. jako brygada). Dopiero w 1989 r. brygadę przeformowano na strukturę batalionową.
Tradycje dywizji dziedziczy obecnie 7 Pomorska Brygada Obrony Wybrzeża.

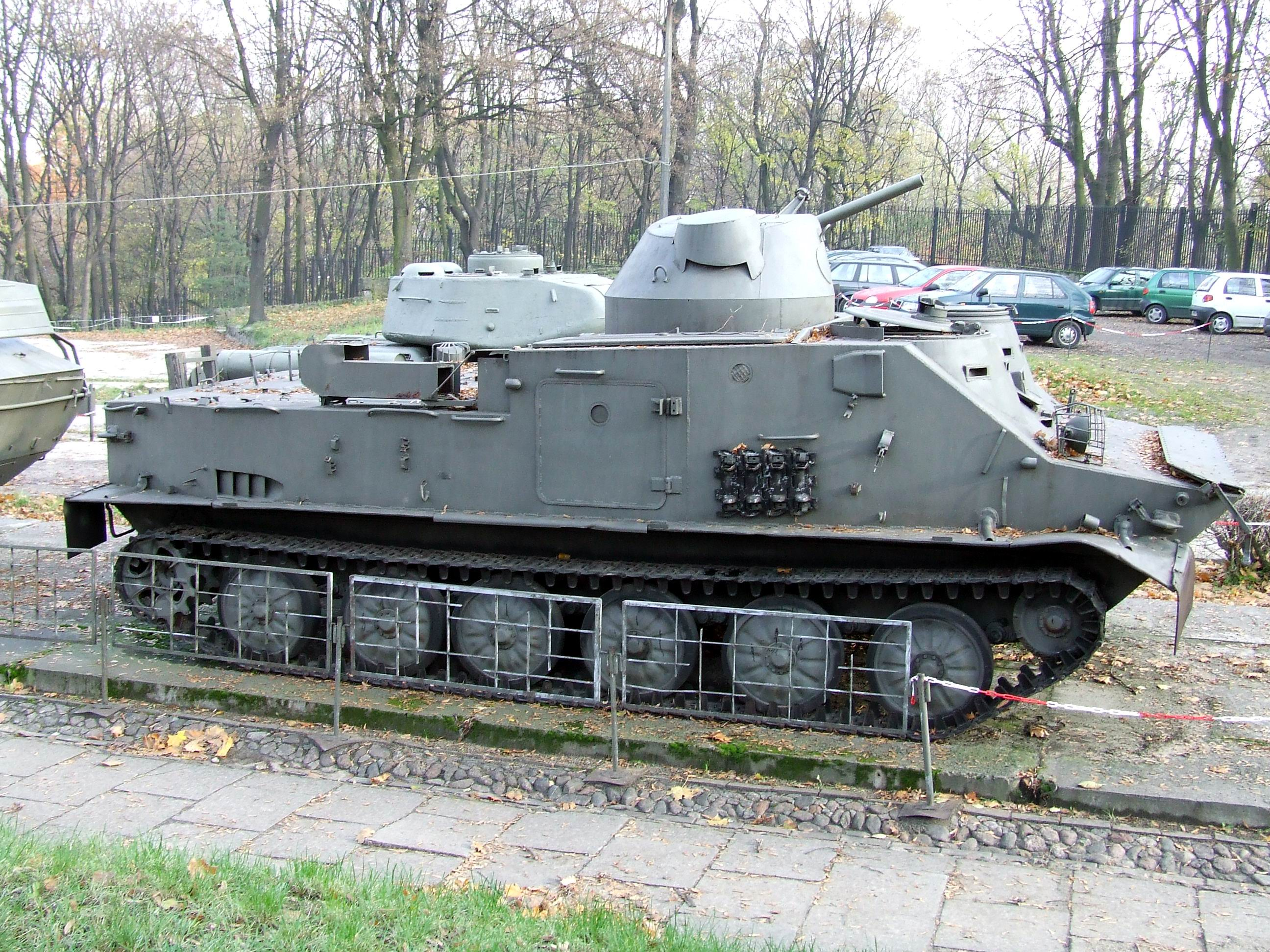
TOPAS – podstawowy transporter opancerzony dywizji

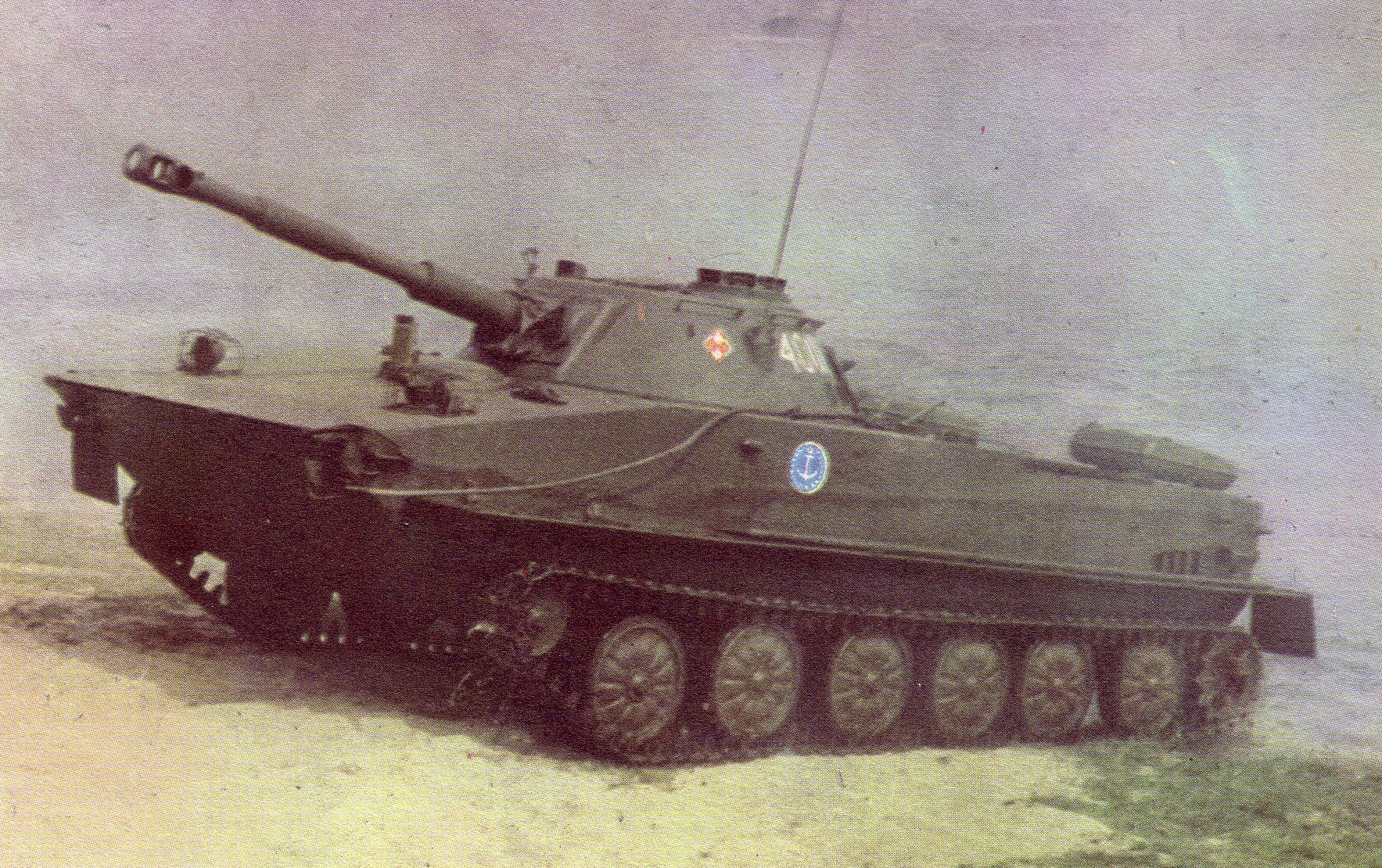
PT-76 – podstawowy czołg dywizji

## Dywizja w wydarzeniach grudniowych 1970 roku
W godzinach rannych 15 grudnia 1970 roku dowódca POW gen. dyw. Józef Kamiński wprowadził dla oddziałów dywizji stanu podwyższonej gotowości bojowej. O 10.05 wydał rozkaz przegrupowania części oddziałów dywizji ze Słupska w rejon zachodni Gdańsk.
16 grudnia 0.25 szef Sztabu Generalnego gen. dyw. Bolesław Chocha postawił dowódcy dywizji następujące zadanie:

7 DDes z 16 pułkiem czołgów i 13 p WOWewn we współdziałaniu z 16 DPanc zablokować wyjścia ze Stoczni Północnej i Stoczni Remontowej i dojścia do Gdańska z kierunku Oliwy i rozgłośni PR, wzmocnić ochronę poczty przy ul. Grunwaldzkiej w Gdańsku-Wrzeszczu, ochraniać budynki Politechniki Gdańskiej i Akademii Medycznej. Wydzielić do Grupy Operacyjnej 34 pdes, który rozmieścić w koszarach 35 pdes na terenie Gdańska-Wrzeszcza. Stanowisko dowodzenia rozwinąć w sztabie dywizji w Gdańsku-Wrzeszczu.

Dywizja realizowała przede wszystkim zadania związane z blokadą Stoczni Gdańskiej. Sprowadzały się one do zewnętrznego obsadzenia bram, tak by nie dopuścić do masowego wyjścia znajdujących się na terenie stoczni pracowników. Rola wojska miała być pasywna - blokować, jednak w wypadku gdyby podjęte zostały próby grupowego opuszczenia stoczni, żołnierze mieli prawo użyć broni.
Korpus Desantowy
W końcu lat 60. po wojnie 1967 roku na Bliskim Wschodzie w SZ PRL planowano utworzenie związku taktyczno-operacyjnego będącego odpowiednikiem współczesnych sił szybkiego reagowania. 
W ramach ewentualnej wojny UW - NATO planowano dla jednostek SZ PRL użycie do ataku na północną część RFN i Danię, a do tego celu miano utworzyć Korpus Desantowy (wg niektórych danych o numerze taktycznym "14") złożony z 7 ŁDD, 6 PDPD, 15 DZ (stacjonującej pod Olsztynem). Dowódcą miał zostać mianowany gen. Edwin Rozłubirski przychylny temu planowi był Marian Spychalski. rozpoczęto prace koncepcyjne i organizacyjne uwieńczone ćwiczeniami symulującymi współdziałanie nowej struktury. Edwin Rozłubirski postulował utworzenie struktur korpuśnych celem uzyskania faktycznej możliwości dowodzenia, oraz wyszkolenie spadochronowe dla wskazanych przez siebie pododdziałów spoza 6 PDPD. Nie zgadzał się też z pomysłem, aby w poszczególnych fazach operacji bojowej dowodzenia przejmował raz dowódca desantu powietrznego następnie morskiego. Według niemających aprobaty generała pomysłów 15 Dywizja Zmechanizowana miała działać w drugim rzucie, jako wsparcie 7 Łużyckiej Dywizji Desantowej, a w tym celu wcześniej zostać przezbrojona w lżejszy sprzęt pancerny (co akurat wydaje się logiczne i słuszne). Miejscem stacjonowania dowództwa i jego struktur pomocniczych miały być podwarszawskie Babice, gdzie znajdowało się lotnisko. Ostatecznie, pomimo początkowej zgody gen. Jaruzelskiego, utworzenie Korpusu Desantowego nie nastąpiło, a podjęte prace przerwano.

## Struktura organizacyjna (1986)
| Oznaka | Oddział/pododdział                       | Miejsce stacjonowania | Uwagi                                    |
| ------ | ---------------------------------------- | --------------------- | ---------------------------------------- |
|        | Dowództwo 7 Łużyckiej Dywizji Desantowej | Gdańsk                | wcześniej dowództwo 23 DD                |
|        | 4 Pomorski pułk desantowy                | Lębork                | wcześniej 79 pułk desantowy              |
|        | 34 Budziszyński pułk desantowy           | Słupsk                | wcześniej 34 pułk piechoty               |
|        | 35 Gdański pułk desantowy                | Gdańsk                | utworzony w wyniku połączenia 76 i 93 pd |
|        | 11 batalion czołgów pływających          | Słupsk                | w latach 70. batalion czołgów średnich   |
|        | 41 dywizjon artylerii                    | Gdańsk                | dywizjon rakiet taktycznych              |
|        | 20 dywizjon artylerii rakietowej         | Gdańsk                |                                          |
|        | 18 batalion saperów                      | Lębork                | wcześniej 58 bsap                        |
|        | 7 batalion remontowy                     | Słupsk                |                                          |
|        | 29 bateria artylerii przeciwlotniczej    | Gdańsk                |                                          |
|        | 52 kompania rozpoznawcza                 | Lębork                |                                          |
|        | 7 kompania chemiczna                     | Słupsk                |                                          |
|        | 23 kompania łączności                    | Gdańsk                |                                          |
|        | 7 kompania zaopatrzenia                  | Gdańsk                |                                          |
|        | 23 kompania medyczna                     | Gdańsk                |                                          |
|        | 33 kompania dowodzenia szefa OPL         | Gdańsk                |                                          |
|        | kompania ochrony i regulacji ruchu       | Gdańsk                |                                          |
|        | pluton dowodzenia szefa artylerii        | Gdańsk                |                                          |

## Dowódcy dywizji
- gen. bryg. Otton Roczniok (1963) jako dowódca 23 DD
- płk dypl. Henryk Rzepkowski (1963-1968)
- płk dypl. Stanisław Kruczek (1968-1970)
- płk dypl. Tadeusz Urbańczyk (1970-1973)
- gen. bryg. Leszek Kozłowski (1973-1978)
- gen. bryg. Henryk Szafrański (1978-1986)

## Przekształcenia
3 i 5 Brygady Obrony Wybrzeża oraz 32 bcz i apanc  →  23 Dywizja Piechoty → 23 Dywizja Desantowa → 7 Łużycka Dywizja Desantowa → 7 Łużycka Brygada Obrony Wybrzeża → 1 Gdańska Brygada Obrony Terytorialnej → 1 Gdański batalion obrony terytorialnej → 1 batalion 7 Pomorskiej Brygady Obrony Wybrzeża